# Mustokoharjo
Mustokoharjo is een bestuurslaag in het regentschap Pati van de provincie Midden-Java, Indonesië. Mustokoharjo telt 1402 inwoners (volkstelling 2010).